# Lonchaea choreoides
Lonchaea choreoides är en tvåvingeart som beskrevs av Mario Bezzi 1923. Lonchaea choreoides ingår i släktet Lonchaea och familjen stjärtflugor. Inga underarter finns listade i Catalogue of Life.